# جملة مفتوحة (رياضيات)
في المنطق الرياضي، الجملة المفتوحة هي جملة منطق رياضي تحتوي متغيرات، وعلى خلاف الجملة العادية التي تحوي على ثوابت فالجملة المفتوحة لا تعطي حقائق، بحيث لا يمكن الحكم عليها إن كانت صحيحة أم خاطئة. 
مثلاً: العبارة «x هو عدد موجب»، لا يمكن الحكم على كونها صحيحة. يقال عن الجملة المفتوحة بأنها محققة إذا وجد عنصر بتبديله في الجملة يمكن الحكم عليها بأنها صحيحة. فمثلاً في المثال السابق نقول عن العبارة «5 هو عدد موجب» بأنها جملة محققة.

## أمثلة عن الجملة المفتوحة
- 3x − 9 = 21 والتي تملك حلاً واحداً من أجل x=10.
- x + y = 0 والتي تملك حلولاً من أجل أي عددين متناظرين بالنسبة لعملية الجمع x,y.
- 3x + 9 = 3x + 9 والتي حلولها هي جميع الأعداد الحقيقية.
- 3x + 9 = 3x + 12 وهي ليس لها أي حل.